# Victor Lewis
Victor Lewis (nacido el 20 de mayo de 1950) es un baterista, compositor y educador de jazz estadounidense.  

## Primeros años de vida
Nació el 20 de mayo de 1950 en Omaha, Nebraska. Su padre, Richard Lewis, que tocaba el saxofón, y su madre, Camille, una pianista y vocalista, eran músicos de formación clásica que actuaron con muchas de las "bandas territoriales" que realizaron giras por el medio oeste en los años cuarenta. En consecuencia, Víctor creció con el jazz, así como con la música clásica europea y popular en casa. También iba con su padre a escuchar grandes bandas en gira a su paso por Omaha, como Duke Ellington, Count Basie y Woody Herman. 
Empezó a estudiar música cuando tenía diez años y medio. Demasiado pequeño para el bajo acústico, comenzó con el violonchelo, pero un año y medio después pasó al batería inspirado por la línea de tambores que marchaba en los desfiles navideños. Como parte de sus estudios formales, también estudió piano clásico.

## Carrera
Cuando tenía 15 años, comenzó a tocar la batería profesionalmente en la escena local. Como uno de los pocos bateristas que sabía leer música, se adelantó a muchos de los músicos mayores en las convocatorias para trabajos comerciales. Su estilo de batería de jazz en big band cambió enormemente después de escuchar un disco de Tony Williams con el quinteto de Miles Davis. Además de Williams, estuvo muy influenciado por los estilos combinados de jazz de Art Blakey, Kenny Clarke, Max Roach y Philly Joe Jones. Comenzó su propio pequeño grupo para tocar en la ciudad y rápidamente ascendió hasta tocar con músicos de jazz de renombre nacional, el primero de los cuales acompañó a Hank Crawford en Omaha.
En 1974 se mudó a Manhattan, el primer concierto de Victor allí fue una noche en Boomer's con el bajista Buster Williams, donde conoció al trompetista Woody Shaw. Lewis se unió a la banda del trompetista, convirtiéndose en un miembro estable, y sólo unos meses más tarde hizo su debut discográfico con el clásico de Shaw, The Moontrane. A principios de los setenta, las escenas de fusión y pop-jazz se estaban popularizando. Adaptándose rápidamente, el baterista pronto estuvo grabando con Joe Farrell, Earl Klugh, Hubert Laws, Carla Bley y David Sanborn. En su primera salida con Sanborn, Lewis grabó sus propias composiciones, "Seventh Avenue" y "Sophisticated Squaw" (también conocida como "Agaya") y más tarde "The Legend of the Keops".
En 1980, dejó el grupo de Shaw para unirse a Stan Getz, en una larga colaboración que duró hasta la muerte del saxofonista en 1991. A lo largo de los años ochenta, Lewis fue uno de los profesionales independientes más ocupados del jazz, realizando giras y grabando con, entre otros, Kenny Barron, Art Farmer, JJ Johnson, Mike Stern, John Stubblefield, Grover Washington Jr., The Manhattan Jazz Quintet, Bobby Hutcherson y Bobby Watson.
Como educador, ha contribuido como instructor independiente en el Programa de Jazz de la Escuela de Jazz de la New School University-Mannes Music School en la ciudad de Nueva York y aparece en clínicas de batería en todo el mundo. En 2003, Lewis se unió a la facultad de la Universidad de Rutgers en New Brunswick, Nueva Jersey, donde enseña a bateristas y entrena combos de jazz. 
En la prensa se han publicado varios artículos sobre él en publicaciones como Downbeat, The Wire, Jazz Times y Modern Drummer.

## Discografía

### Como líder
- 1992: Family Portrait (AudioQuest)[5] con John Stubblefield, Edward Simon, Cecil McBee, Don Alias, Jumma Santos
- 1992: Know It Today, Know It Tomorrow (Red) con Eddie Henderson, Edward Simon, Christian McBride, Seamus Blake
- 1997: Eeeyyess!! (Enja) con Seamus Blake, Terell Stafford, Stephen Scott, Ed Howard (Enja)
- 1998: Three Way Conversations (Red) con Seamus Blake, Steve Wilson, Terell Stafford

### Como acompañante
Con John Abercrombie, Arthur Blythe y Jeff Palmer
- Ease On (AudioQuest, 1993)

Con George Adams
- Nightingale (Blue Note, 1989)

Con Don Alias
- Grey (Quinton, 2001)

- Live at the Blue Note (Enja, 1993)

Con Kenny Barron
- What If? (Enja, 1986)
- Live at Fat Tuesdays (Enja, 1988)
- Quickstep (Enja, 1991)
- The Moment (Reservoir, 1991)
- Other Places (Verve, 1993)
- Sambao (Gitanes/EmArcy, 1992)
- Things Unseen (Verve, 1997)

Con Gary Bartz
- Shadows (Timeless, 1991)

Con Roni Ben-Hur y Nilson Matta
- Mojave (Motéma, 2011)

Con Andy Bey
- Shades of Bey (12th Street/Evidence, 1998)
- Tuesdays in Chinatown (12th Street/N2K Encoded Music, 2001)

Con Carla Bley
- Heavy Heart (Watt, 1983)
- Night-Glo (Watt, 1985)
- Sextet (Watt, 1987)
- The Very Big Carla Bley Band (Watt, 1991)
- 4 x 4 (Watt, 2000)
- Live in Montreal (DVD-V, Universal, 2003)

Con Paul Bley
- Speachless (SteepleChase, 1995)
- Reality Check (SteepleChase, 1996)

- Seven Standards 1985, Vol. 1 &amp; 2 (Magenta, 1985 & 1986)

Con George Cables
- Senorita de Aranjuez (Meldec Jazz, 2001)
- Looking for the Light (MuseFX, 2003)
- A Letter to Dexter (Kind of Blue, 2006)
- My Muse (HighNote, 2012)
- Icons &amp; Influences (HighNote, 2014)
- In Good Company (HighNote, 2015)
- The George Cables Songbook (HighNote, 2016)

Con James Carter
- Gardenias for Lady Day (Columbia, 2003)
- Present Tense (EmArcy, 2008)

Con Cyrus Chestnut
- A Million Colors in Your Mind (HighNote, 2015)

Con Marc Copland
- Crosstalk (Pirouet, 2011)

Con Eddie "Lockjaw" Davis
- The Heavy Hitter (Muse, 1979)

Con Art Farmer
- Blame It on My Youth (Contemporary, 1988)

Con Barry Finnerty
- Straight Ahead (Arabesque, 1994)

Con Stan Getz
- The Dolphin (Concord Jazz, 1981)
- Spring Is Here (Concord Jazz, 1981 [1992])
- Billy Highstreet Samba (EmArcy, 1981 [1990])
- Pure Getz (Concord Jazz, 1982)
- Stan Getz Quartet Live in Paris (Dreyfus Jazz, 1982 [1996])
- Line for Lyons con Chet Baker (Sonet, 1983)
- The Stockholm Concert (Sonet, 1983 [1989])
- Voyage (BlackHawk, 1986)
- Anniversary! (EmArcy, 1987 [1989])
- Serenity (EmArcy, 1987 [1991])

Con Dexter Gordon
- Sophisticated Giant (Columbia, 1977)

Con G.org con Randy Brecker y Chuck Loeb
- A New Kind of Blue (A Nest of Eggs, 2004)

Con Steve Grossman
- Perspective (Atlantic, 1979)

Con Mark Helias
- The Current Set (Enja, 1987)

Con John Hicks
- Naima's Love Song featuring Bobby Watson (DIW, 1988)
- East Side Blues (DIW, 1988)
- Lover Man: A Tribute to Billie Holiday (Red Baron, 1993)
- Cry Me a River (Venus, 1997)

Con Bobby Hutcherson
- Cruisin' the 'Bird (Landmark, 1988)

Con J. J. Johnson
- Standards (EmArcy, 1991)
- Heroes (Verve, 1998)

Con Jonny King
- Above All (Sunnyside, 2010 [2012])

Con Oliver Lake
- Heavy Spirits (Freedom/Arista, 1975)

Con el grupo Hubert Laws
- A Hero Ain't Nothin' but a Sandwich (Original Motion Picture Soundtrack) (Columbia, 1978)

Con Dave Liebman
- Setting the Standard (Red, 1993)

Con Abbey Lincoln
- A Turtle's Dream (Gitanes/Verve, 1994)

Con Carmen Lundy
- Good Morning Kiss (BlackHawk, 1986)
- This Is Carmen Lundy (Afrasia, 2001)
- Something to Believe In (Justin Time, 2003)
- Jazz and the New Songbook: Live at the Madrid (Afrasia, 2005)
- Night and Day (Afrasia, 2011)

Con Charles McPherson
- First Flight Out (Araesque, 1994)
- Manhattan Nocturne (Arabesque, 1998)

Con Helen Merrill
- Brownie: Homage to Clifford Brown (Verve, 1994)

Con Karlheinz Miklin
- Next Page (1991)

Con Ralph Moore
- Furthermore (Landmark, 1990)

Con David Murray
- Lucky Four (Tutu, 1988)
- MX (Red Baron, 1992)

Con New York Rhythm Machine
- Blues March: Portrait of Art Blakey (Venus, 1992)
- Moanin': Portrait of Art Blakey (Venus, 1992)

Con Judy Niemack
- Blue Nights (BluJazz, 2007) con Jeanfrançois Prins, Gary Bartz, Jim McNeely

Con Jeanfrançois Prins
- El Gaucho (Challenge Records, 2012) con Rich Perry

Con Charlie Rouse
- Soul Mates (Uptown, 1988 [1993]) con Sahib Shihab

Con la banda de Nueva York de George Russell
- Live in an American Time Spiral (Soul Note, 1982)

Con Joe Sample
- Invitation (1993)

Con David Sanborn
- David Sanborn (Warner Bros., 1976)
- Promise Me the Moon (Warner Bros., 1977)

Con Woody Shaw
- The Moontrane (Muse, 1975)
- Love Dance (Muse, 1975)
- The Iron Men (Muse, 1977, released 1980)
- Rosewood (Columbia, 1977)
- Stepping Stones: Live at the Village Vanguard (Columbia, 1978)
- Woody III (Columbia, 1979)
- For Sure! (Columbia, 1980)

Con Lew Soloff
- With a Song in My Heart (Milestone, 1998)

Con John Stubblefield
- Bushman Song (Enja, 1986)
- Countin' on the Blues (Enja, 1987)

Con Charles Sullivan
- Kamau (Arabesque, 1995)

Con Steve Swallow
- Carla (Xtra Watt, 1987)

Con Harvie Swartz
- Urban Earth (Gramavision, 1985)
- Smart Moves (Gramavision, 1986)

Con Lew Tabackin
- Desert Lady (Concord, 1989)

Con Charles Tolliver
- With Love (2007)

Con Steve Turre
- Rhythm Within (Antilles, 1995)
- Steve Turre (Verve, 1997)
- TNT (Trombone-n-Tenor) (Telarc, 2001)

Con Tom Varner
- Jazz French Horn (Soul Note, 1985)

Con Jack Walrath
- Journey, Man! (Evidence 1995)

Con Cedar Walton
- Composer (Astor Place, 1996)

Con Bobby Watson y Horizon
- No Question About It (Blue Note, 1988)
- Post-Motown Bop (Blue Note, 1990)
- The Inventor (Blue Note, 1990)
- Present Tense (Columbia, 1992)
- Midwest Shuffle (Columbia, 1994)

Con Randy Weston
- Khepera (Verve, 2000)

Con Larry Willis
- Let's Play (SteepleChase, 1991)

## Otras lecturas
- Ineck, Tom (4 de noviembre de 1993). "El baterista de jazz Victor Lewis recuerda sus días en la UNL". Estrella del diario de Lincoln. pag. 13